# Bucanetes mongolicus
Il trombettiere mongolo (Bucanetes mongolicus (Swinhoe, 1870)) è un uccello passeriforme appartenente alla famiglia Fringillidae.

## Descrizione

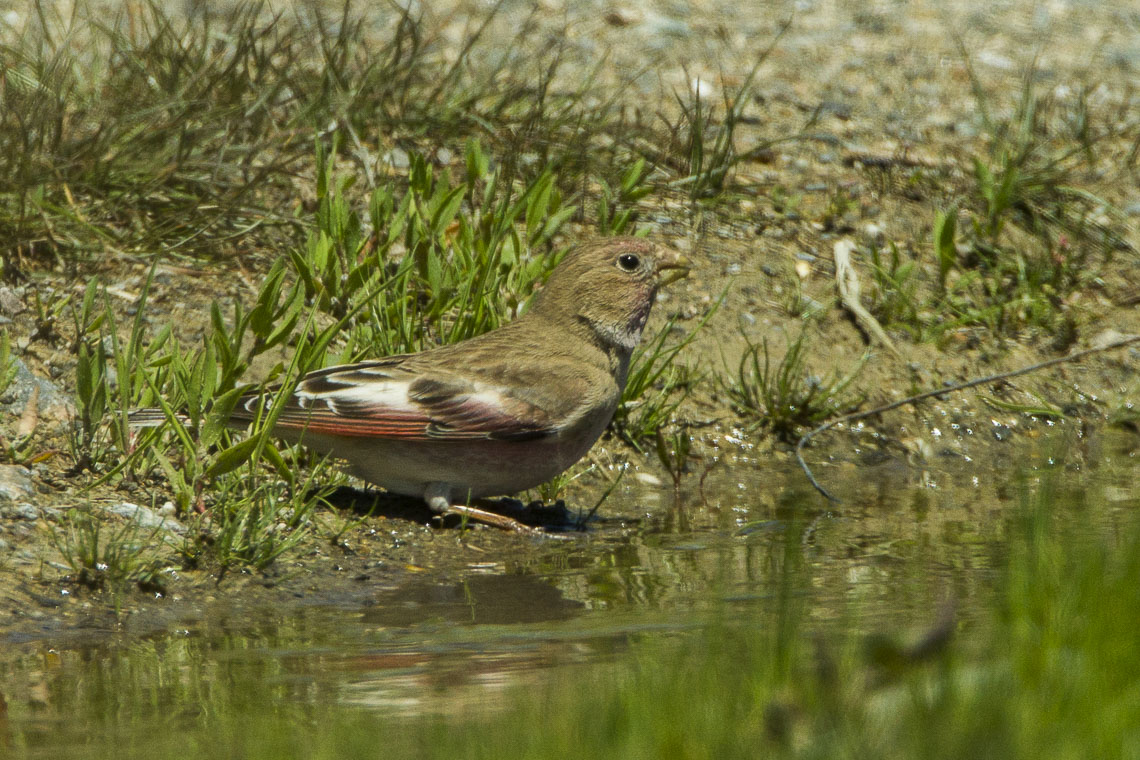
Esemplare si abbevera nei pressi di Almaty.

### Dimensioni
Misura 14-15 cm di lunghezza, per un peso di 18-26 g.

### Aspetto
Si tratta di uccelli dall'aspetto simile a quello di un canarino, con testa arrotondata, becco conico e robusto ed ali allungate.
La livrea di questi uccelli è piuttosto sobria, dominata dalle tonalità del bruno dorsalmente e del bruno-grigiastro ventralmente, con ali e coda nere e sottocoda e basso ventre bianchi: nei maschi faccia, petto, codione e fianchi presentano evidenti sfumature rosate, più marcate durante il periodo riproduttivo, ed anche le remiganti sono orlate di rosa, mentre nelle femmine l'orlo è di colore bianco. In ambedue i sessi il becco è di colore grigio con parte superiore più scura, le zampe sono di color carnicino e gli occhi sono di colore bruno scuro.

## Biologia
Si tratta di uccelli diurni, che all'infuori del periodo riproduttivo si riuniscono in stormi che si spostano costantemente alla ricerca di cibo e acqua.

### Alimentazione
La dieta di questi uccelli è essenzialmente granivora, componendosi in massima parte di semi e granaglie, ma comprendendo anche germogli, boccioli, bacche ed occasionalmente anche piccoli insetti.

### Riproduzione
Il periodo degli amori si estende da aprile ad agosto: a differenza della maggioranza dei fringillidi (le cui coppie sono anche molto territoriali durante il periodo degli amori), i trombettieri mongoli nidificano in semi-colonie, con nidi distanziati fra loro ma sullo stesso territorio.
Il nido, a forma di coppa, viene costruito al suolo, al riparo fra le rocce o i cespugli, intrecciando rametti ed erba secca e foderando l'interno con pelame e piumino: la sua costruzione è appannaggio della femmina, così come la cova delle 4-6 uova, mentre il maschio staziona nei dintorni cantando e cercando il cibo per sé e per la compagna.

La schiusa avviene a circa due settimane dalla deposizione: i pulli sono ciechi ed implumi alla nascita, e vengono imbeccati da ambedue i genitori con semi ed insetti rigurgitati. In tal modo, essi sono in grado d'involarsi a meno di tre settimane dalla schiusa.
Generalmente le coppie portano avanti un'unica covata per ogni stagione riproduttiva, sebbene le popolazioni caucasiche e nord-iraniane tendano a portare avanti due covate l'anno.

## Distribuzione e habitat

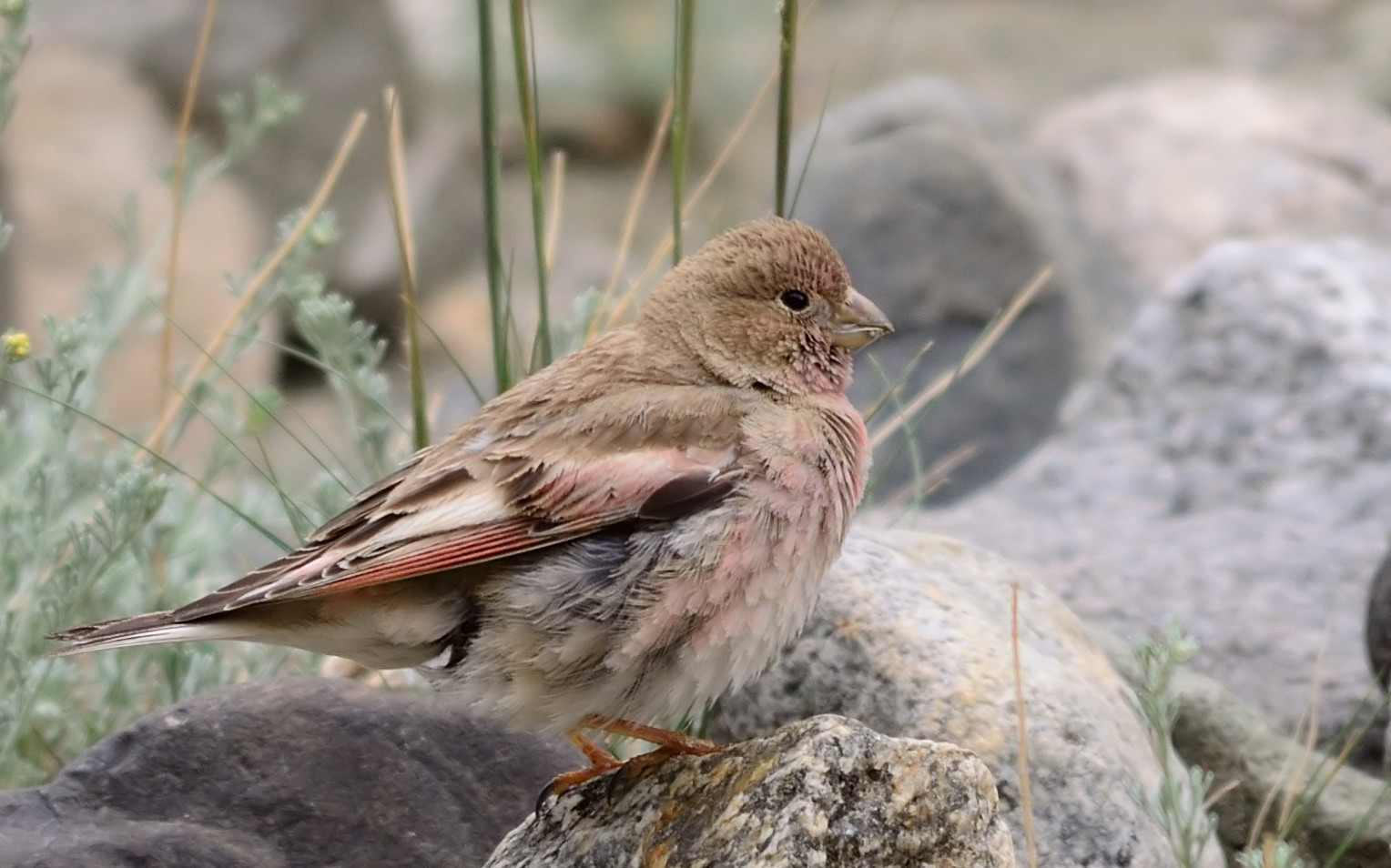
Esemplare al suolo.

A dispetto del nome comune, il trombettiere mongolo non è endemico della Mongolia, ma abita una vasta area dell'Asia centrale che comprende la Turchia orientale, il Caucaso meridionale, l'Iran centrale, Uzbekistan e Kazakistan meridionali, l'Afghanistan centro-meridionale, il nord del Pakistan, il Ladakh, il Tagikistan, la Mongolia e la Cina nord-occidentale (Uiguristan, Qinghai, Gansu, Mongolia Interna). Questi uccelli si dimostrano molto mobili, migrando verso sud per svernare (ad esempio nel Belucistan) con esemplari isolati avvistati fino in Bahrein.
L'habitat di questi uccelli è rappresentato dalle aree rocciose montane e submontane a clima arido, desertico o semidesertico.